# ماري لوس
ماري لوس (بالإنجليزية: Mary Loos)‏ هي كاتبة سيناريو وممثلة أمريكية، ولدت في 6 مايو 1910 في سان دييغو في الولايات المتحدة، وتوفيت في 11 أكتوبر 2004 في مونتيري في الولايات المتحدة بسبب سكتة دماغية.

## وصلات خارجية
- ماري لوس على موقع IMDb (الإنجليزية)
- ماري لوس على موقع ألو سيني (الفرنسية)
- ماري لوس على موقع أول موفي (الإنجليزية)
- ماري لوس على موقع قاعدة بيانات الأفلام السويدية (السويدية)
- ماري لوس على موقع قاعدة بيانات الفيلم (الإنجليزية)
- ماري لوس على موقع كينوبويسك (الروسية)